# 林正人
林正人（はやし まさと、1962年 - ）は、漫画雑誌編集者。2005年から2009年まで『週刊少年サンデー』の編集長を務めていた。

## 略歴
1985年に小学館に入社。学年誌を経て『週刊少年サンデー』の編集部に配属される。
2001年には『週刊ヤングサンデー』の編集長となる。2004年から再びサンデー編集部に戻ってくると、二代続けて短期に終わった前任者の後を受けて2005年には『週刊少年サンデー』の編集長に就任。一度青年誌の編集を経験したことで、青年誌と少年誌、両者に求められるカタルシスの違いが解るようになったという。
編集者時代は「うしおととら」「ARMS」「からくりサーカス」などの作品を担当した。
前編集長時代からの低年齢層へのアピールなどは、現在も引き続き行っている。
ベテラン作家の新作が次々と前作を凌ぐ売れ行きを示している一方で、他社の作品を原作とした漫画をいくつか始めたり、ジャンプから鈴木央を引き抜いたり、サンデーとしては珍しく新人を積極的に起用するなど、色々と新たな方向性を模索していた。
ライバル誌である『週刊少年マガジン』に連載中の「もう、しませんから。」に2度出演している。